# Scherenzange

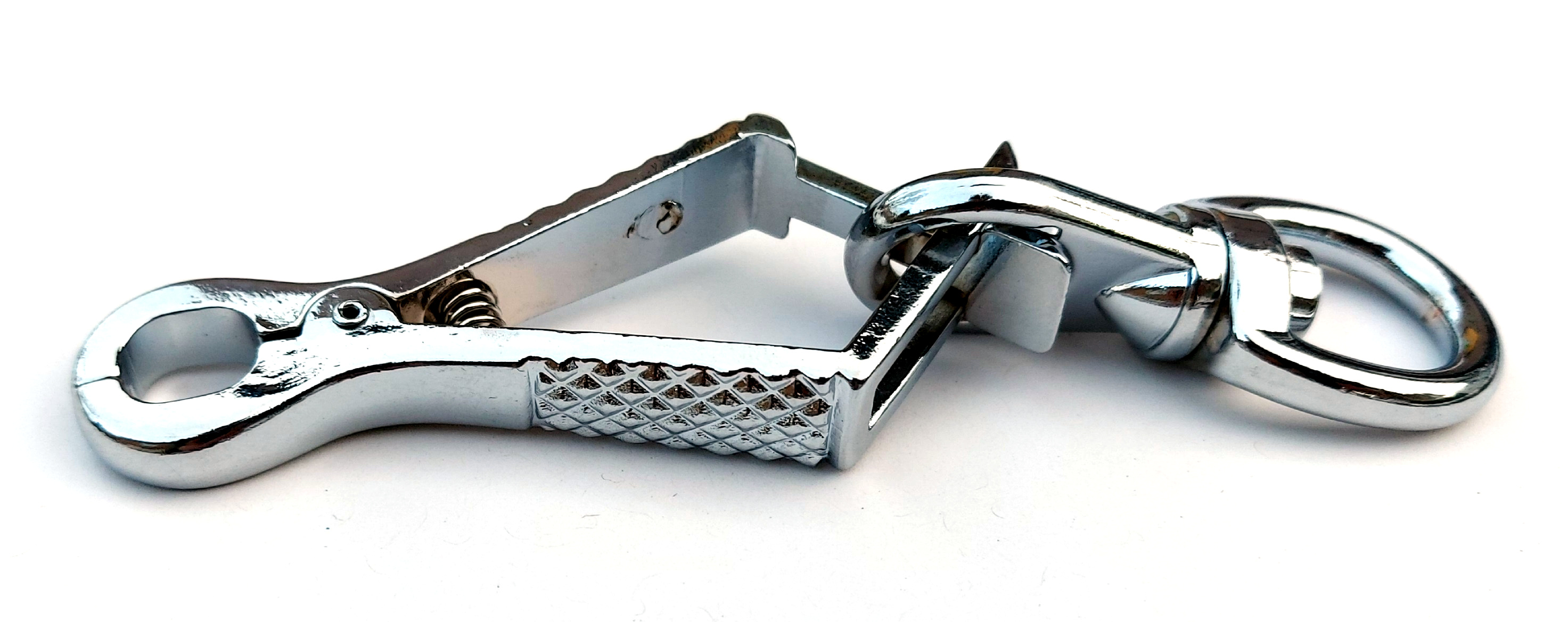
Scissor snap hook

Eine Scherenzange (oder „Zangenhaken“, „Hundeleinenzange“, „Zangenkarabinerhaken“) ist ein Karabinerhaken, der an Hundeleinen benutzt wird.
Der Mechanismus ist so angeordnet, dass er sich unter Last stärker schließt, aber trotzdem auch unter Last leicht geöffnet werden kann.